# Sam van Nunen
Sam van Nunen (Veghel, 15 maart 2001) is een Nederlandse zwemster gespecialiseerd in de vrije slag. Ze nam deel aan het WK 2025 in Singapore, waar ze met de estafetteploeg een bronzen medaille won op de 4×100 meter vrije slag.

## Carrière
In 2023 sloot Van Nunen zich voor het eerst aan bij het seniorenteam voor op het WK 2023 in Japan bij de 4×100 meter estafette vrije slag, waar een zesde plaats werd behaald. Op hetzelfde toernooi haalde ze bij de gemengde estafette een twaalfde plaats.
Een jaar later nam Van Nunen deel aan de Olympische Zomerspelen 2024 in Parijs. Hier greep ze met de estafetteploeg naast een finaleplaats.
In juni 2025 won Van Nunen met de Nederlandse estafetteploeg, naast Van Nunen bestaande uit Marrit Steenbergen, Tessa Giele en Milou van Wijk, een bronzen medaille op de 4×100 meter vrije slag op het WK 2025.

## Persoonlijke records
Bijgewerkt tot en met 2 augustus 2025
Kortebaan
| Afstand         | Tijd    | Datum           | Plaats    |
| --------------- | ------- | --------------- | --------- |
| 50m vrije slag  | 25,16   | 19 oktober 2024 | Drachten  |
| 100m vrije slag | 54,51   | 30 oktober 2024 | Amsterdam |
| 200m vrije slag | 2.03,88 | 29 oktober 2024 | Amsterdam |